# Aleš Veselý

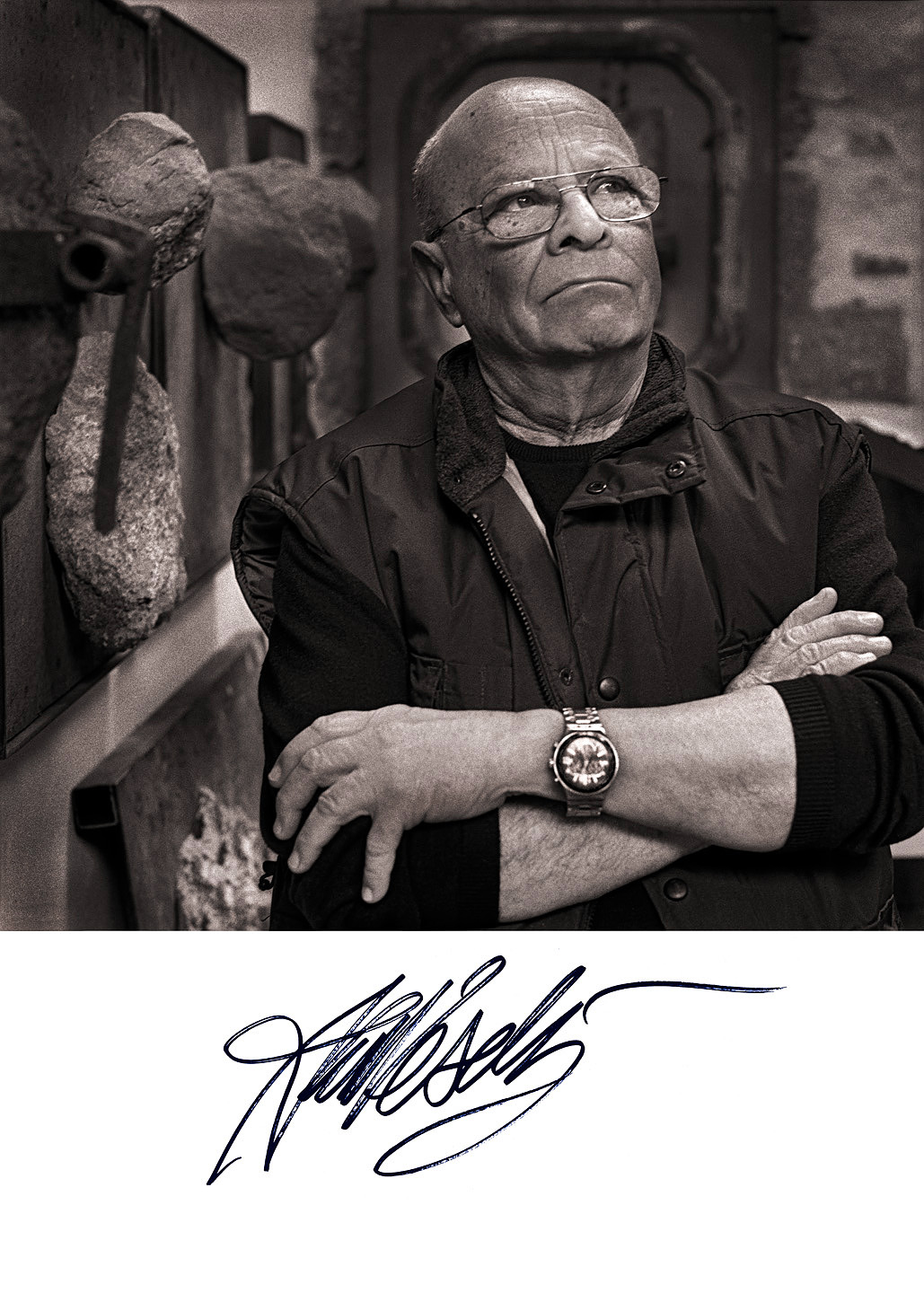
Aleš Veselý, (foto: Jiří Jiroutek)

Aleš Veselý (3. února 1935 Čáslav – 14. prosince 2015 Praha) byl český sochař, grafik a malíř a vysokoškolský pedagog.

## Život
Aleš Veselý pocházel ze smíšené židovské rodiny úředníka pojišťovny a během druhé světové války žil s rodiči v Hradci Králové. Jako šestiletý chlapec musel na veřejnosti nosit žlutou šesticípou hvězdu a tato zkušenost ho poznamenala na celý život. Otec i sestra byli deportováni do Terezína, ale před koncem války se jim podařilo uprchnout a vrátili se domů. Za války bylo zavražděno 47 jeho příbuzných. Aleš Veselý jako Žid nesměl chodit do školy a pátou třídu základní školy absolvoval až po válce. Otec dostal nové místo v Ústí nad Labem, kde Aleš Veselý začal studovat na gymnasiu. Po reformě školství dokončil tzv. Jednotnou školu druhého stupně v Praze. Od dětství maloval a v Praze navštěvoval střední výtvarnou školu, ale po dvou letech mu jeho profesoři doporučili, aby šel studovat na Akademii. V sedmnácti letech byl přijat bez maturity a bez splnění předepsaného minimálního věku do grafické přípravky. Nakonec absolvoval celé studium v grafickém ateliéru prof. Vladimíra Silovského, kde panoval velmi svobodný režim a stačilo několikrát během roku přinést své domácí práce. Od přestěhování do Prahy se učil hře na klavír a zároveň improvizoval a skládal vlastní hudbu. Až do počátku 60. let mu hudba připadala kreativnější a váhal, zda se jí nevěnovat profesionálně. Pro výtvarné umění se definitivně rozhodl až s nástupem abstrakce.
Během studií jezdil nejprve o prázdninách, a později také na podzim a v zimě, do malé horské vesničky Sihelné ve slovenských Beskydech, aby zde maloval. Sám uvádí, že archetypální prostředí vesnice, četba a hudba byly na počátku jeho cesty k abstrakci. Po absolvování pražské akademie (1952–1958) byl automaticky přijat jako kandidát Svazu výtvarných umělců, což umožňovalo ucházet se o tvůrčí stipendia a veřejné zakázky nebo získat vlastní ateliér. Po třech letech mu ale bylo sděleno, že jeho díla vyjadřují životní pocit, který je v rozporu se závěry 14. sjezdu KSČ a podpora skončila. Na konci 50. let se začal zabývat materiálovou abstrakcí a patřil ke skupině výtvarníků, kteří později uspořádali první neoficiální výstavy v ateliérech, zvané Konfrontace. Druhá z těchto výstav se konala na podzim roku 1960 v nově získaném sklepním ateliéru Aleše Veselého na Žižkově. Roku 1960 se konal ve Varšavě kongres mezinárodního sdružení výtvarných kritiků AICA, jehož účastníci poté navštívili Prahu. Narychlo zorganizovaná návštěva ateliérů oslovila Pierre Restanyho, který pak spolu s některými dalšími publikoval o moderním českém umění sérii článků v časopisech Kunstwerk a Cimaise.
Na počátku 60. let, kdy došlo k částečnému uvolnění režimu, měl Aleš Veselý první samostatnou výstavu v Galerii mladých Umělecké besedy (1963). Následovala přelomová Výstava D v Nové síni roku 1964, kde se přední protagonisté českého informelu představili již jako vyzrálé individuality a projevila se plně jejich názorová diferenciace. Aleš Veselý zde vystavoval své sochy Židle Usurpátor a Enigmatické objekty. V následujícím roce za ně obdržel Cenu kritiky na Bienále v Paříži.
Roku 1967, kdy v květnu zemřel otec Aleše Veselého, byl spolu s dalšími sedmi sochaři pozván na první ročník Sympozia prostorových forem Ostrava. Pobyt v ocelárnách, kde měl k dispozici neomezené množství materiálu a vytvořil zde sedm soch, mu organizátoři sympozia postupně prodlužovali až do roku 1968 a ukončila ho až invaze 21. srpna 1968. Vznikla zde jeho nejslavnější socha Kaddish, kterou vnímal jako svou osobní modlitbu za zemřelého otce. Poté se vrátil do Prahy, kde se mu z prvního manželství (1968) narodila dcera Jana. Roku 1969 se zúčastnil výstavy Socha a město v Liberci a za sochu Kaddish (pro výstavu pojmenovaná Modlitba za zemřelého) obdržel od mezinárodní poroty cenu Matyáše Bernarda Brauna. Jeho triptych "Židle Usurpátor" zakoupila v témže roce do svých sbírek Národní galerie v Praze. Vystavení sochy Modlitba za zemřelého vyvolalo nechtěné konotace v době, kdy se upálil Jan Palach. Na počátku tzv. normalizace roku 1970 byl Aleš Veselý zařazen mezi umělce, které režim začal perzekvovat, ztratil možnost vystavovat nebo se ucházet o veřejné zakázky a musel se narychlo postarat o záchranu sochy Kaddish, které hrozilo sešrotování. Další sochy byly provizorně umístěny ve svářečské dílně na okraji Prahy, než se mu podařilo získat zbořený mlýn a oplocený pozemek v obci Středokluky. Během stěhování soch na počátku roku 1971 utrpěl infarkt. V roce 1972 jeho žena z nevysvětlených důvodů spáchala sebevraždu skokem z okna, při kterém vážně zranila i dceru Janu.
V 70. letech se stáhl do izolace ve svém ateliéru ve Středoklukách a v tomto bezčasí paradoxně zažíval absolutní svobodu tvorby, protože nemohl očekávat, že díla vystaví. Až do roku 1982 byl členem alternativního hudebního uskupení Žabí hlen, které se zúčastnilo i Pražských jazzových dnů a nahrálo několik skladeb improvizovaného industriálního jazzu ve zvukovém studiu divadla Ateliér (nyní sídlo divadla Ypsilon). Nahrávky vydala na dvou CD firma Guerilla Records. Koncem 70. let byl pozván, aby se zúčastnil sochařského sympozia v Bochumi a dostal povolení vycestovat. Během pobytu v Bochumi roku 1979 dostal další nabídku a se svým návrhem zvítězil v soutěži na provedení další obří patnáctitunové sochy ve městě Hamm v následujícím roce.
Roku 1986 dostal Aleš Veselý americké stipendium Sorosovy nadace. Cestě do USA předcházel několikahodinový výslech StB a zastrašování, ale nakonec dostal zpět pas a mohl odletět. Na doporučení francouzského výtvarného teoretika Pierre Restanyho, který v polovině 80. let navštívil ateliér ve Středoklukách, byl Aleš Veselý vybrán mezi světové umělce, kteří dostali pozvání vystavovat a tvořit v Seoulu v době Olympijských her (1988). V Olympijském parku byla umístěna jeho socha Testimony z roku 1968.
Po pádu komunistického režimu měl Aleš Veselý první výstavu v oficiální výstavní síni po 27 letech (Nová síň, 4. června – 1. července 1990) a zároveň byl požádán, aby převzal výuku sochařství na Akademii. Jako vedoucí ateliéru monumentálního sochařství působil na Akademii v letech 1990–2006 a poté další tři roky na Univerzitě J. E. Purkyně v Ústí nad Labem (2012–2015). Roku 1992 měl velkou výstavu v Míčovně Pražského hradu a přilehlých zahradách. Během devadesátých let byl často zván do zahraničí (Německo, USA, Japonsko, Izrael) a opakovaně vystavoval v oblastních galeriích. V letech 2005–2006 uspořádalo jeho retrospektivní výstavu Egon Schiele Art centrum v Českém Krumlově a roku 2009 byly jeho monumentální sochy vystaveny v Litomyšli. K 80. narozeninám umělce proběhly roku 2015 současně výstavy ve čtyřech pražských galeriích a v jeho ateliéru ve Středoklukách. Aleš Veselý zemřel nečekaně v roce svých 80. narozenin v Praze v prosinci 2015.
O záchranu soch Aleše Veselého projevila zájem Národní galerie v Praze, Centrum současného umění DOX nebo Museum Kampa, ale do roku 2019 se problém nepodařilo vyřešit.

### Stipendia
- 1995 Pollock-Krasner Foundation Grant, Chicago, IL, USA
- 1993 Arts Link Fellowship at The Fabric Workshop, Philadelphia, PA, USA
- 1986 International Sculpture Center Fellowship, Washington, D.C., USA

## Dílo

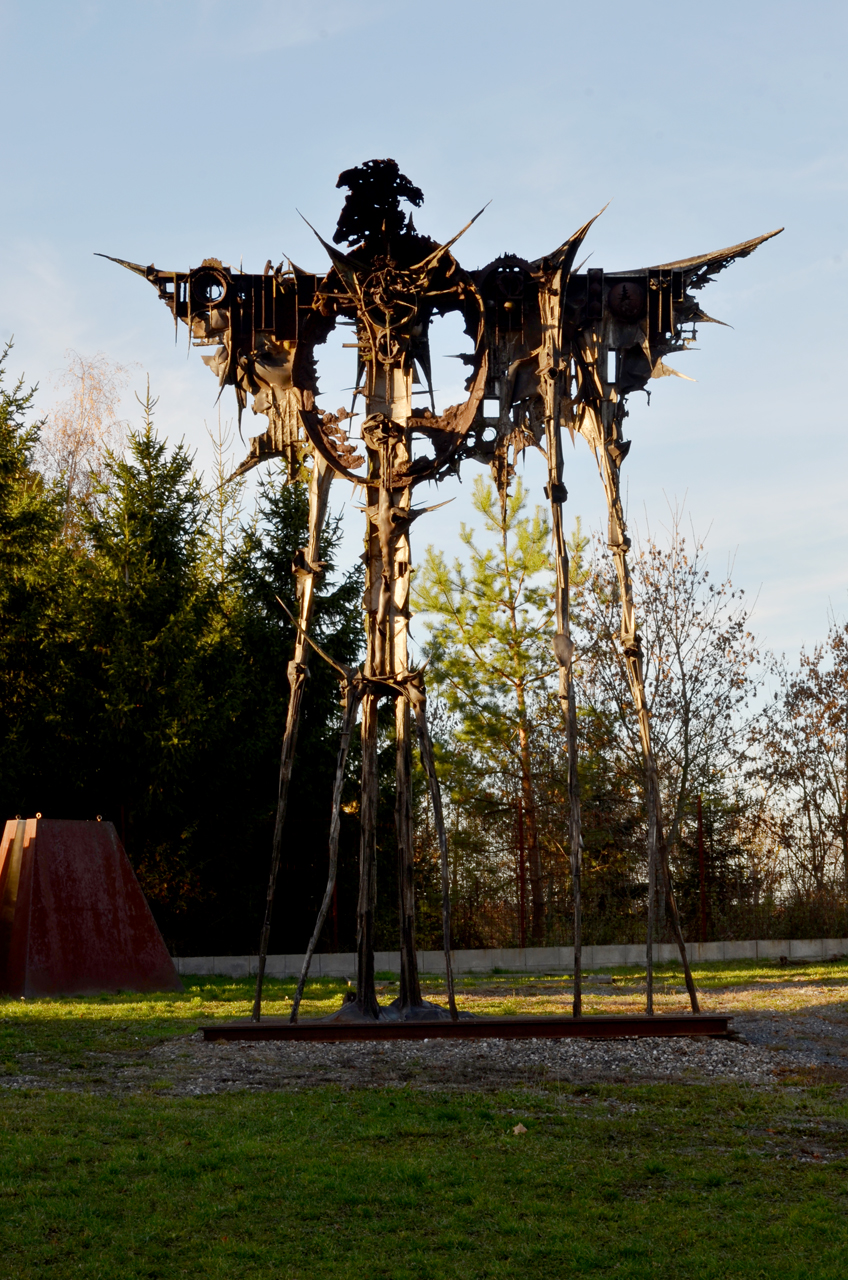
Aleš Veselý, Kaddish (1967–1969)

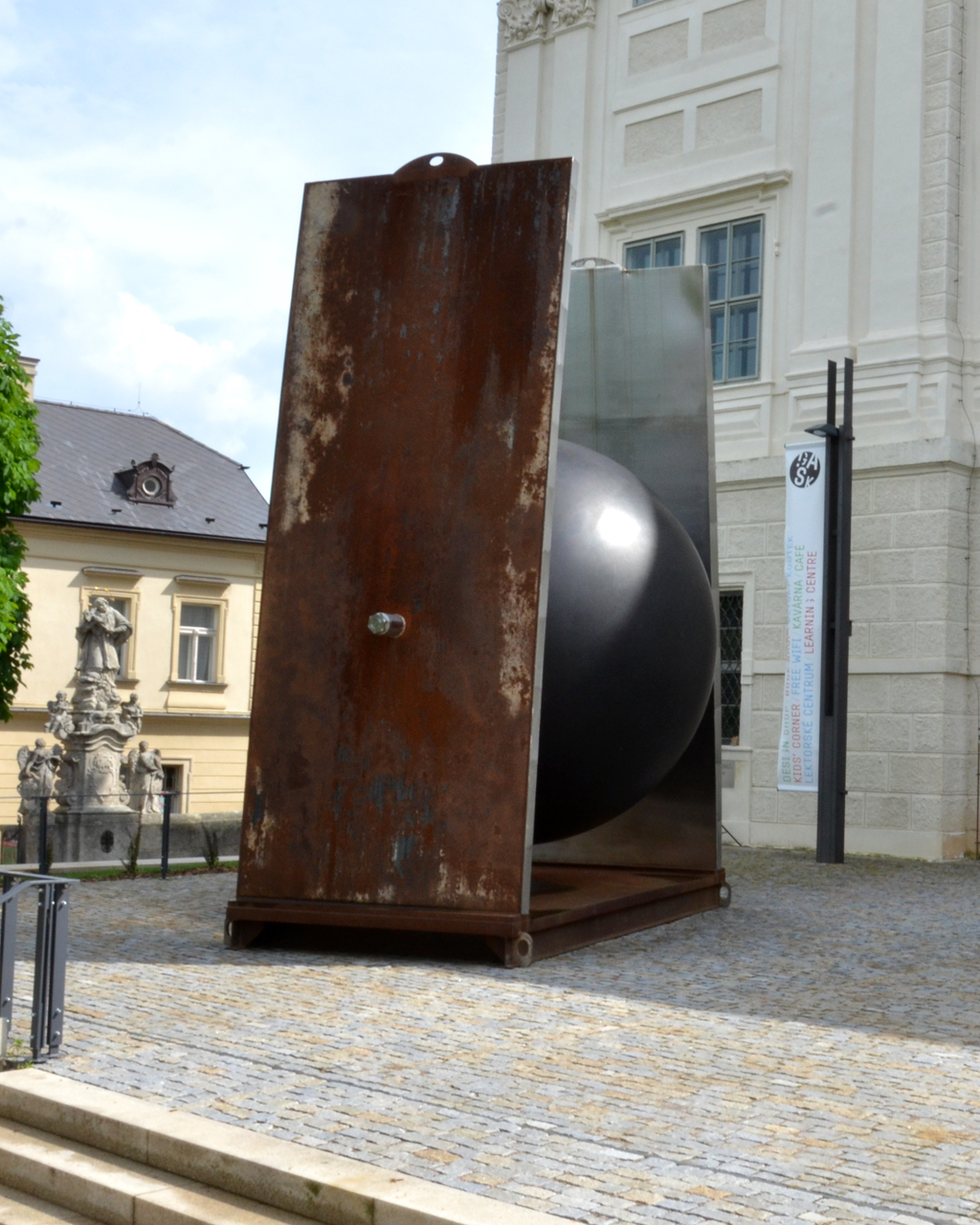
Aleš Veselý, Vstup do zákona (2014), Galerie středočeského kraje v Kutné Hoře

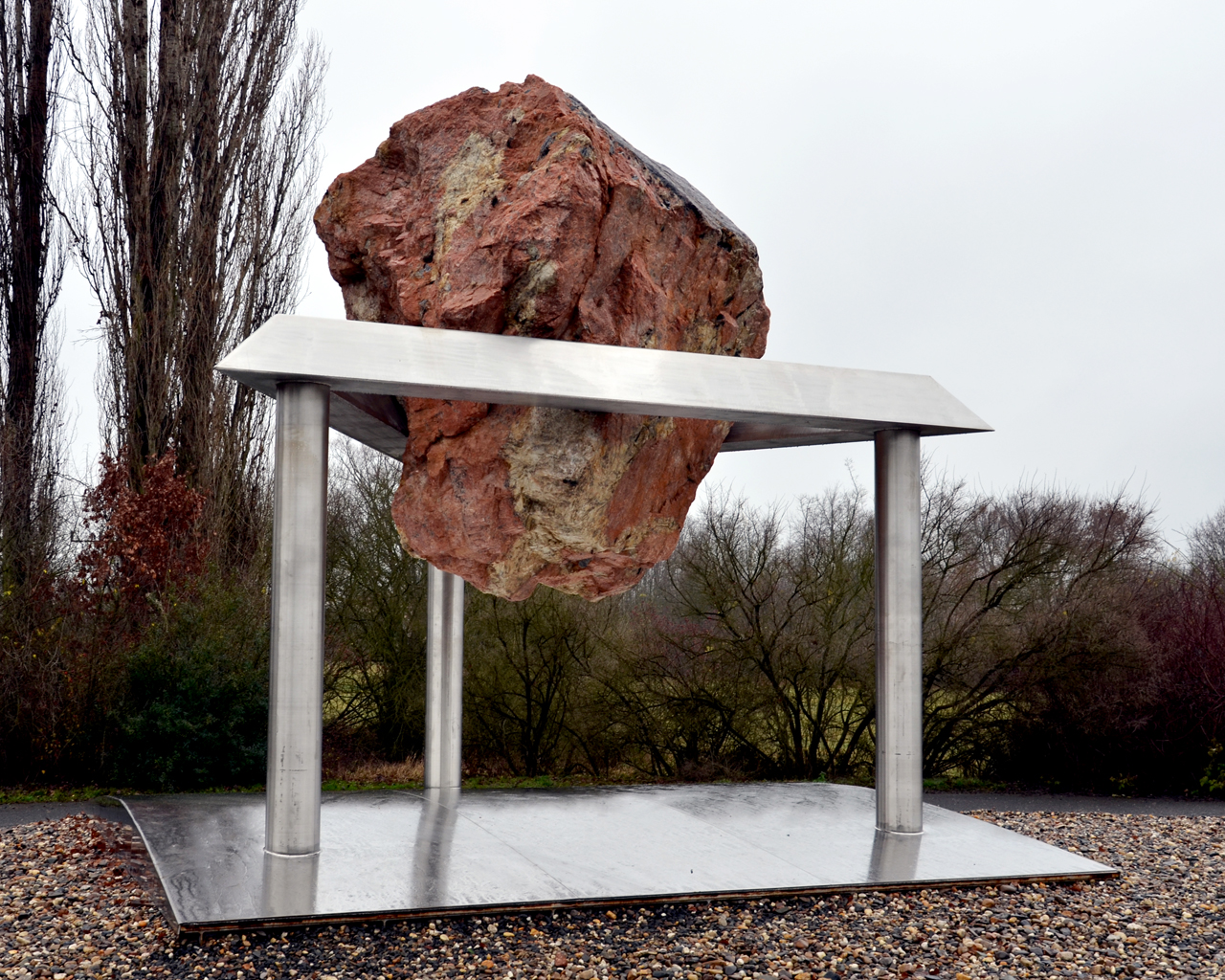
Aleš Veselý, Zákon nezvratnosti (2015), Terezín

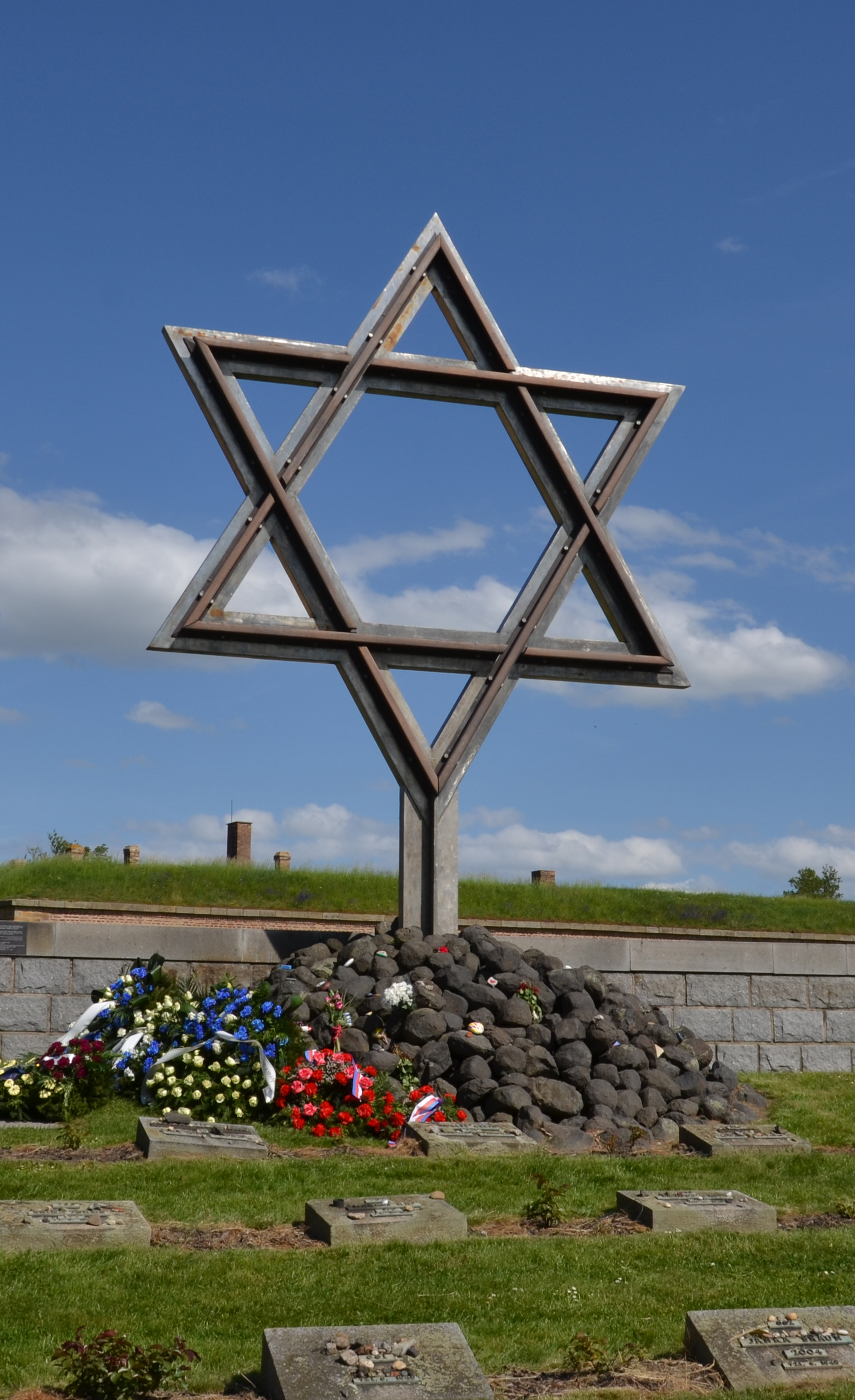
Aleš Veselý, Magen David, Národní hřbitov Terezín

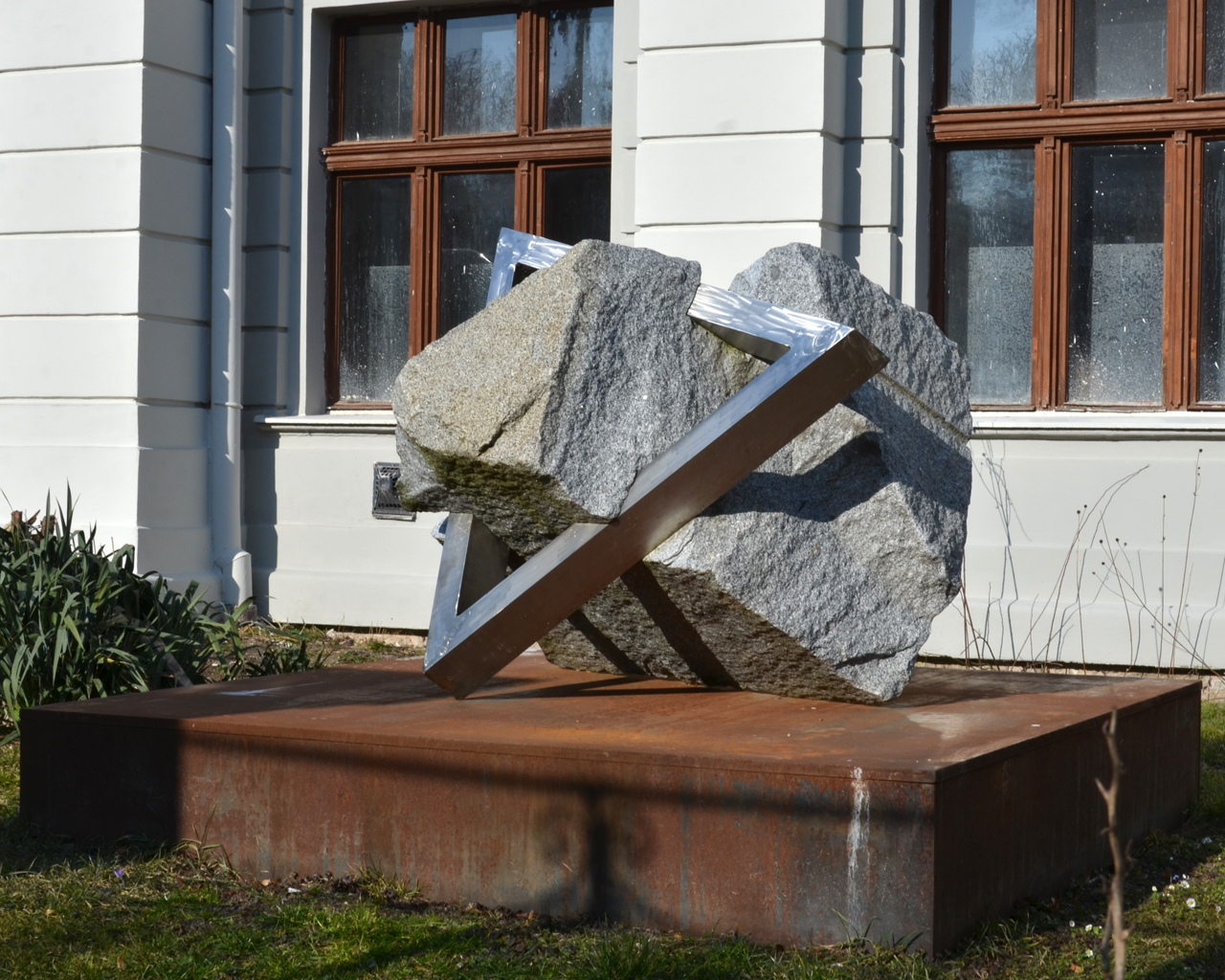
Aleš Veselý, Holocaust memorial (2008), Kutná Hora

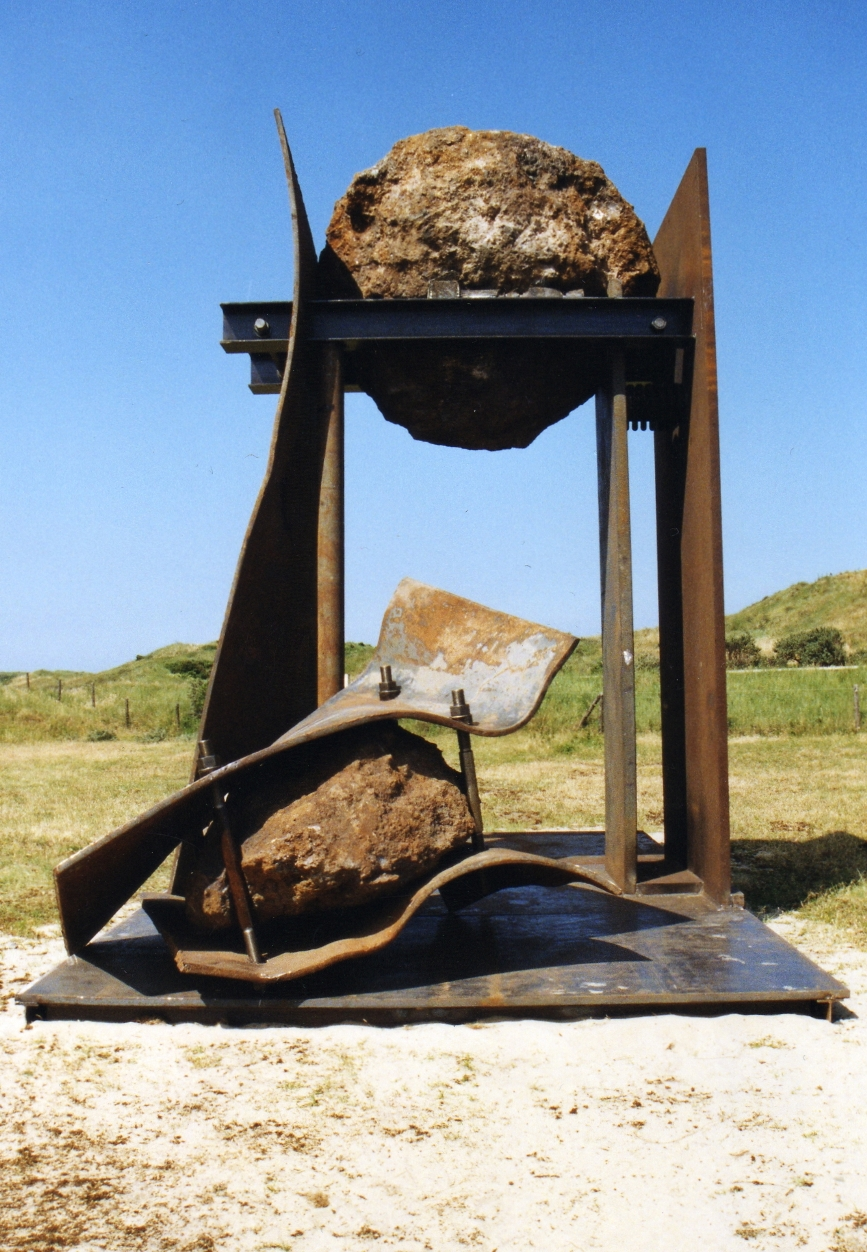
Aleš Veselý, Messengers, Sculpturepark Een Zee van Staal in Wijk aan Zee, Nizozemsko

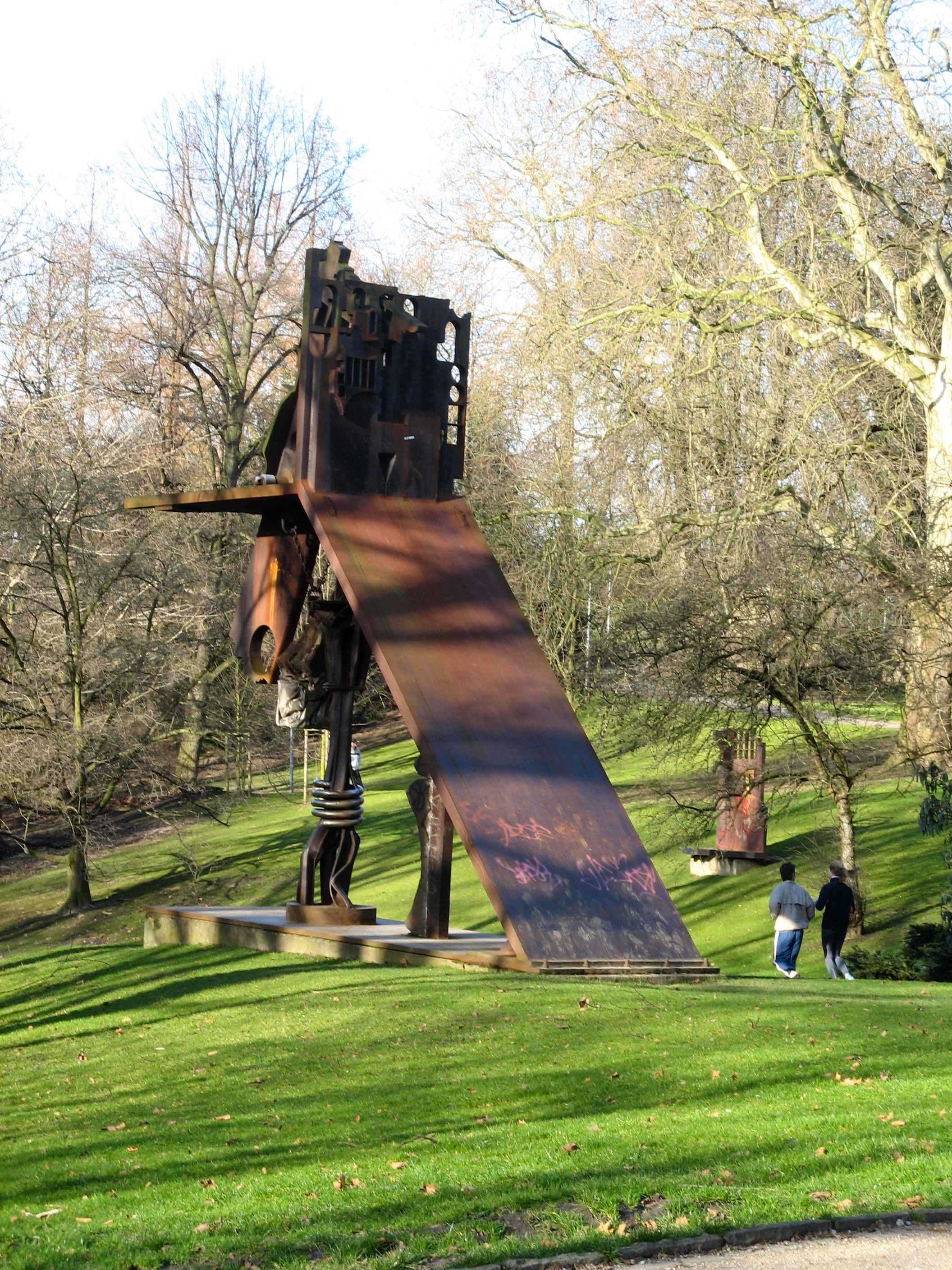
Aleš Veselý, Iron report (1979), Bochum

Během každoročních několikaměsíčních pobytů v Sihelném vytvořil Aleš Veselý v letech 1953–1956 stovky kreseb krajin a psychologických studií tamních obyvatel. Až do roku 1959 se v jeho malbách, dřevořezech a kresbách objevují spirituální krajiny a přízračná zjevení, do kterých transformoval své životní zkušenosti a osobní mýty. Od roku 1959 začal ve svých čistě abstraktních obrazech užívat přírodní materiály jako kameny, hlínu, písek a listí (cyklus "Magmata") a později i nalezené kovové předměty, které spojoval syntetickou pryskyřicí a zpracovával plamenem.
Na konci padesátých let patřil Aleš Veselý k nejvýznamnějším protagonistům „českého informelu“ – vlny abstraktních projevů, které reagovaly na společenskou atmosféru a stalinistické znásilnění umění příklonem k ryze subjektivní tvorbě se silným existenciálním podtextem. Tehdejší tvorba se ostře vymezila proti oficiálně podporovanému "socialistickému realismu" a svým odkazem k středověkému mysticismu a expresivitou navazovala na starší tradici českého umění od gotiky, přes baroko až po surrealismus.
Zdrojem abstrakce nebylo postupné zjednodušování viděné reality nebo bezprostřední záznam niterných pocitů jako v případě tašismu nebo tzv. action painting. Abstrakce, jak ji chápali tvůrci českého informelu, vycházela z nuly, nic nezobrazovala, ale dílo samo představovalo novou realitu a smysl spočíval v něm samotném. Umělecké dílo bylo objektivizací celé umělcovy osobnosti, "psychofyzickým polem" transformovaným do plochy obrazu nebo trojrozměrného předmětu. Materiálové objekty, užívající princip asambláže, byly záměrně ne-barevné (převaha černé, hnědí a přirozených barev surových materiálů), sestavené z nezvyklých materiálů (plechy, dřevo, textilie, umělé hmoty, asfalt atd.), které byly brutálně destruovány a spojené syntetickou pryskyřicí. Objekty tím získávaly emocionální naléhavost a charakter magických předmětů jakoby poznamenaných patinou času. Záměrem umělce nebylo nové estetické zhodnocení těchto materiálů, postrádajících vlastní obsah nebo hodnotu, ale jejich využití pro zdůraznění významového sdělení.
V letech 1961–1963 vznikla řada Stigmatických objektů – asamblážních reliéfů ze dřeva a kovu, spojovaných syntetickou pryskyřicí a svařováním, které zobrazují hluboké rány a jizvy a jsou spíše než fyzickou ranou výrazem duševního traumatu. Po první výstavě měl Aleš Veselý možnost realizovat roku 1964 reliéfní objekt Indeterminace kruhu a přímky pro ČSA v Římě. Následovaly převážně svařované Enigmatické objekty, z nichž některé byly určeny jako sochy do volného prostoru a Enigma kruhu bylo instalováno ve staré budově letiště v Ruzyni (1965).
Paralelně s obrazy a sochami vznikaly četné grafické listy a malby. Počátkem 60. let především strukturální lepty a kombinace leptů s otisky reálných předmětů (1962-1963), ve druhé polovině 60. let rozměrné otisky asambláží kovových předmětů ve vysokém reliéfu, se stopami rzi a prachu (Otisky bez názvu). Abstraktní malby olejem z let 1960–1962 pojmenoval Destrukce skrytých úmyslů. Z let 1967–1970 pocházejí kresebné studie k železným a betonovým projektům v krajině, obrovským stupňovitým fantaskním stavbám a série fantasmagorických kreseb (Martyrium, Inferno, Morový sloup, Zpěv apokalyptických ptáků, ad.).
V druhé polovině šedesátých let se v díle Aleše Veselého posiluje imaginativní a existenciální složka. V roce 1965 byla jeho Židle Uzurpátor oceněna na Bienále v Paříži Cenou kritiky. Účast podvědomí v tvůrčím procesu je zde zdrojem významové ambivalence – židle je zároveň zmučenou obětí i personifikací agresivních sil destrukce. Detailní propracovanost menších sochařských objektů podle autora skrývala nebezpečí, že převládne zdobnost a ztratí se síla výrazu. Proto pro něj byla zkušenost, kterou získal během Sympozia prostorových forem v Ostravě při práci na monumentální soše Kaddish, zcela zásadní. Uvědomil si, že mu velký rozměr vyhovuje, uvolňuje jeho představivost a že se dokáže soustředit i v rušném provozu tovární haly. Zároveň se smířil s nutností společné práce se svářečem, který mu v realizaci pomáhal. Socha Kaddish byla na počátku jeho pozdějších návrhů rozměrných soch i environmentálních projektů.
Od počátku sedmdesátých letech se na dlouhou dobu uchýlil do soukromí. Azyl našel ve Středoklukách nedaleko Prahy, kde zakoupil zbořený mlýn, v němž si vybudoval venkovský ateliér. Během druhé poloviny 70. let zde vytvořil formou "Prostorových záznamů" množství expresivně laděných sochařských objektů jako svařované asambláže z použitých kovových a dřevěných součástí (Židle, Sedadla, Postele, Vozy, ad.). V okolí domu vznikla expozice jeho exteriérových soch, koncipovaných přímo do konkrétního místa. Na přelomu 70. a 80. let se mu podařilo realizovat několik monumentálních soch ve veřejném prostoru v Německu (Bochum, Hamm). Ve Středoklukách na ně navazují rozměrné plastiky Basis (720 cm), 1982–1983 a Space point (1982–1990). Nerealizovaný projekt obřího ramene s pružinou a závažím pro město Hattingen, který byl koncipován i jako generátor zvuku, byl na počátku další fáze tvorby v 80. letech. Trvalý zájem o hudbu a aktivita ve skupině "Žabí hlen" vyústily vlastním zvukovým záznamem "Zvuky soch" (1983).
V osmdesátých letech vytvořil Aleš Veselý sérii velkoformátových studií formou "kreseb malbou" na papíře, které považoval za svébytná ukončená díla. V nich projektoval různé, v zásadě obtížně realizovatelné, obří stavby a sochy. V kresbách se začíná objevovat princip obrovských mechanismů, které zprostředkují gravitační působení zavěšených břemen a kyvadel a vyrovnávají sílu pnutí masivních pružin pomocí táhel, pák a ramen vahadel. Součástí návrhů jsou sochy obsahující přírodní neopracované kameny a kmeny stromů (Kmen stromu skrze velké kolo, 1993), obří kružidla opisující stopu v krajině (1984) nebo velká kola, jimž v pohybu brání s nimi spojené břemeno nebo asymetrické ukotvení. Na počátku 90. let nejprve v kresbách navrhl a později zčásti realizoval sérii bran a koridorů, v nichž průchod ohrožuje nebo mu brání zavěšené břemeno nebo hromada kamenů (Průchod pod balvanem, 1991, Průchod lavinou, 1991–1992, Tři brány pro Pinkasovu uličku, 2004–2005). Z roku 1991 je rovněž Klec (Národní galerie v Praze), v níž obrovskou ocelovou desku svírají pružiny uvnitř pravoúhlé konstrukce z dřevěných trámů.
Osobní zkušenost s východní kulturou nejprve v Seoulu (1988) a později v Japonsku (1994) a také cesta do Izraele a pobyt a výstava v Chicagu (1994) znamenaly jistý posun v tvorbě Aleše Veselého k environmentálním projektům. Některé návrhy koncipuje jako monumentální zásahy do krajiny, které by bylo možno pozorovat pouze z vysokého nadhledu (Hora hor, 2000–2003, Pouštní projekt, 2005). Stálým předmětem přemýšlení bylo pro Aleše Veselého téma gravitace. Již socha Kaddish byla vytvořena tak, že hlavní hmota sochy spočívala na vysokých a poměrně tenkých podpěrách. Během pobytu ve Philadelphii (1993) navrhl projekt, v němž série zavěšených průhledných textilních fólií se sítotiskem vyvolávala iluzi obrovského balvanu, který se vznáší v prostoru. V pozdějších návrzích soch hledal prostředky, jak vyzdvihnout velkou hmotu kamene do výše a upevnit ji tak, aby bylo zdůrazněno působení její hmotnosti (Vznášející se skála, idea pouštního projektu, 1995, Skála pro jednoho, 1997, Jezerní sochy, 2003, Zákon nezvratnosti, 2015).
Počínaje projektem Chamber of Light (1998–2000) ve Vilniusu a návrhem projektu Velké zrcadlo (2000) pro Oda park v Nizozemí využíval Aleš Veselý často ve svých sochách fenomén zrcadlení (Vstup do Zákona, 2014).
Charakteristickým rysem tvorby Aleše Veselého je jeho snaha o preciznost vyjádření. Jak sám uvádí v rozhovoru, definitivnost konečného tvaru je podmíněna vypjatou senzibilitou a schopností reflexe. Podstatnou součástí procesu je nepřetržitá osobní účast a možnost až do poslední chvíle dělat změny bez ohledu na složitost projektu. U objektů, které vznikaly v jeho ateliéru, považoval za ideální stav, kdy bez konkrétního záměru vytvořit určité umělecké dílo, vše čeho se dotýkal, dělal ve stavu blízkém nevědomí nebo nirváně. Zabývat se uměním znamenalo pro Aleše Veselého mít volný prostor k poznávání sebe sama, možnost zabývat se sám sebou a tím se dobrat k vnitřní svobodě a přesáhnout sám sebe.
Jeho sochy jsou umístěny na veřejných prostranstvích po celém světě (Olympijský park, Seoul; Faret Tachikawa, Tokio; Terezín; Europos Parkas, Vilnius; Wijk aan Zee, Nizozemí). Ateliér ve Středoklukách se stal během života Aleše Veselého unikátním sochařským parkem, který je třeba vnímat jako totální umělecké dílo. 

### Ceny
- 1994 The Chicago Prize, John David Mooney Foundation, Chicago, IL, USA
- 1969 Cena Matyáše Brauna za sochu Kaddish na výstavě Socha a město, Liberec
- 1965 Cena kritiky za sochu Židle usurpátor na IV. Bienále mladých v Paříži, Francie

### Sochy ve veřejném prostoru
- 2015 Brána nenávratna, Památník ticha, Praha Bubny
- 2015 Zákon nezvratnosti, Krematorium Terezín
- 2014 Vstup do zákona, Galerie středočeského kraje v Kutné Hoře[21]
- 2010 Distance a Dotyky, Masarykova Univerzita v Brně, nerez ocel, kámen, 300×560×150 cm
- 1998–2001 Chamber of Light, Europos Parkas, Vilnius, železo, ocel a balvany, 777×430×430 cm
- 2008 Holocaust Memorial, před bývalou synagogou v Kutné Hoře, kámen, nerez ocel, železo, 200×200×200 cm
- 1999 Messenger, Sculpture Park, Wijk aan Zee, ocel a balvany, 530×376×609 cm
- 1996 Memento, socha z roku 1968 permanentně umístěna ve městě Venray, nerez ocel, v. 450 cm
- 1995 Magen David, Památník Terezín, nerez ocel, pobronzované železniční koleje, balvany, v. 560 cm
- 1994 Doublebench, Faret Tachikawa, Tokio, nerez ocel, diorit, 240 × 240 × 70 cm
- 1988 Testimony, socha z roku 1968 permanentně umístěná v Olympijském parku v Seoulu, nerez ocel, v. 280 cm
- 1980 Ten, svařovaná socha z nerez oceli před školou Ed. Sprangera, Hamm, v. 12 m
- 1979 Iron Report, městský park, Bochum, soubor tří železných soch, I. 750 × 900 × 220 cm, II. 330 × 360 × 180 cm, III. 280 × 220 × 110 cm
- 1973 Trouba z Jericha, Nové Sedlo u Karlových Varů, nerez ocel, 210 × 390 × 230 cm
- 1967-68 Kaddish, (původně v Ostravě) od roku 1971 socha umístěna v umělcově ateliéru ve Středoklukách, svařovaná nerez ocel, v. 710 cm
- 1965 Enigma kruhu, Staré letiště, Praha Ruzyně
- 1963 Indeterminace kruhu a přímky, ČSA, via Bissolati, Řím, dřevo, železo a acronex (v roce 1994 byla zničena s vědomím České ambasády)

### Brána nenávratna

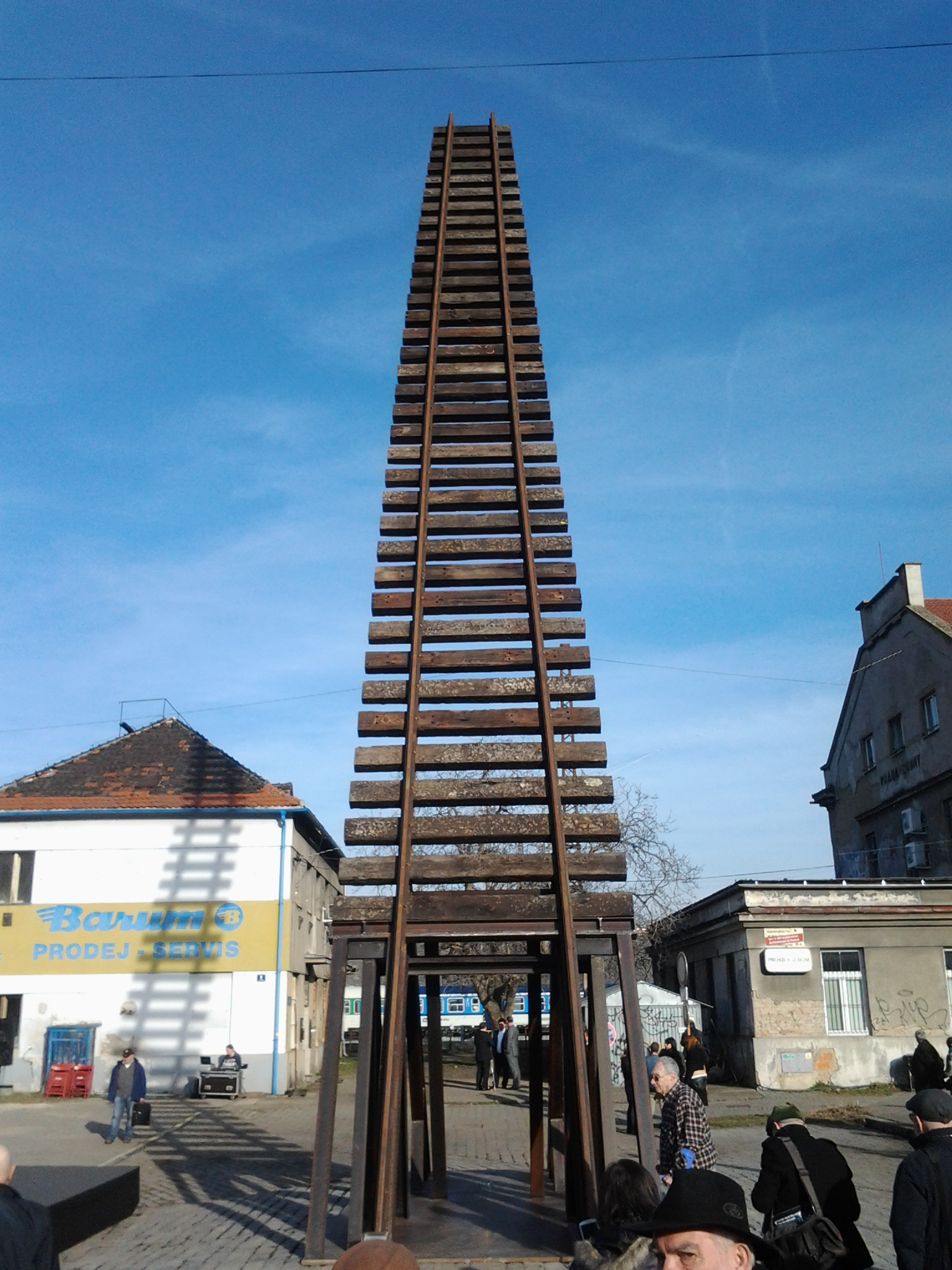
Aleš Veselý, Brána nenávratna
(2015), nádraží Praha-Bubny

Dne 9. března 2015 byla na nádraží Praha-Bubny slavnostně odhalena rozměrná plastika s názvem Brána nenávratna od Aleše Veselého v podobě dvacetimetrové kolejnice zdvižené k nebi (symbolizuje Jákobův žebřík). Datum odhalení této instalace je i připomínkou na noc z 8. na 9. března 1944, kdy bylo zavražděno téměř 4000 vězňů takzvaného terezínského rodinného tábora v Osvětimi. Obří artefakt stojí na místě židovských transportů jako brána na cestě, kterou procházely válečné transporty k deportačním vlakům. Socha nese poselství, že nádraží, poznamenané tragickými osudy pražských Židů (odtud bylo deportováno v letech 1941–1945 na 50 tisíc židovských občanů Prahy do Terezína a jiných koncentračních táborů), je připraveno k plánované přestavbě na Památník ticha jako připomínku obětí holokaustu.

### Zastoupení ve sbírkách
- Guggenheimovo muzeum, New York, USA
- Centre Georges Pompidou, Paříž, Francie
- Galleria degli Uffizi, Firenze, Itálie
- Sculpture Collection – Olympic Park, Soul, Jižní Korea
- Runnymede Sculpture Farm, Woodside, Kalifornie, USA
- Albertina, Vídeň, Rakousko
- Museum Folkwang, Essen, Německo
- Museum Bochum, Bochum, Německo
- Gustav-Lübcke-Museum, Hamm, Německo
- Francouzská národní knihovna, Paříž, Francie
- Muzeum Pomorza Środkowego, Słupsk, Polsko
- Národní galerie Praha
- Středoevropské forum Olomouc
- Galerie hlavního města, Praha
- Muzeum hlavního města, Praha
- Židovské muzeum, Praha
- České muzeum výtvarných umění, Praha
- Museum Kampa, Praha
- Galerie Zlatá Husa, Praha
- Moravská galerie, Brno
- Regionální galerie: Hradec Králové, Hluboká nad Vltavou, Cheb, Klatovy-Klenová, Liberec, Louny, Ostrava, Pardubice, Plzeň, Roudnice nad Labem, Ostrov nad Ohří, Terezín
- Soukromé sbírky: USA, Kanada, Japonsko, Izrael, Německo, Francie, Itálie, Nizozemsko, Nový Zéland, Rakousko, Česko

### Autorské výstavy
- 2016 Bez začátku, bez konce – Pocta Aleši Veselému, Museum Kampa, Praha 1, 2. – 28. února 2016[24]
- 2015 čtyři výstavy k umělcovu životnímu výročí Aleš Veselý / Bez začátku, bez konce[25]
  - 1 Neznámé objekty od šedesátých do dneška, Galerie 1. patro, Praha, 3. září — 11. listopad 2015
  - 2 Grafika – negrafika (šedesátá, sedmdesátá), Galerie Millennium, Praha, 11. září 2015 – 11. říjen 2015
  - 3 Vize a představy z posledních let, Galerie Villa Pellé, Praha, 18. září – 11. listopad 2015
  - 4 Ideální projekty uskutečněné i neuskutečněné, Galerie Zlatá husa, Praha, 30. září – 30. říjen 2015
- 2012 Kódy a prolínání, Galerie umění Karlovy Vary, Karlovy Vary
- 2011 Kresby malbou, Galerie Veteran Arena, Olomouc,[26]
- 2011 Trvání a setrvání, Centrum současného umění DOX, Praha
- 2010 Aleš Veselý: Disproporce dimenzí – fragmenty záznamů, Galerie Smečky, Praha
- 2009 Aleš Veselý v prostorách Josefa Pleskota, Litomyšl
- 2007 Aleš Veselý, Východočeská galerie, Pardubice
- 2007 Aleš Veselý, Galerie Klatovy/Klenová, Klenová
- 2007 Starší objekty a nové projekty, Západočeská galerie, Plzeň
- 2006/07 Aleš Veselý, Galerie Zlatá Husa, Praha
- 2005/06 Vybrané práce z let 1959-2005, Egon Schiele Art Centrum, Český Krumlov
- 2003 Infinite Point, Carosso Fine Art, New York, USA
- 2000 Big Mirror – Exhibition of a Landscape-Sculpture Project, Oda Park, Venray, Nizozemí
- 2000 Utopie und Reflexion, Panorama Museum, Bad Frankenhausen, Německo
- 2000 Kresby a projekty, Galerie výtvarného umění, Litoměřice
- 1999 Obsese – realita – utopie, Státní galerie výtvarného umění, Ostrava
- 1998 New Drawings for Sculptures, International Currents Gallery – J.D. Mooney Foundation, Chicago, USA
- 1995 Messengers, International Currents Gallery – J. D. Mooney Foundation, Chicago, IL., USA
- 1994 Chicago International Art Exhibition, Chicago, IL., USA
- 1994 Artforum, Karlovy Vary
- 1993 Fabric Workshop and Museum, Philadelphia, PA., USA
- 1993 Deutsch-deutsches Museum, Mödlareuth, Německo
- 1993 Galerie Christoph Dürr, Mnichov, Německo
- 1992 Středoevropská galerie a nakladatelství, Praha
- 1992 Aleš Veselý: Point of Limit, Míčovna Pražského hradu, Praha
- 1990 Aleš Veselý, Nová síň, Praha, 4. červen – 1. červenec 1990
- 1990 Kulturní středisko Opatov, Praha
- 1988 Batuz Foundation, Schloss Schaumburg
- 1985 Kresby malbou, Ústav makromolekulární chemie ČSAV, Praha
- 1984 Palác U melouna, Praha
- 1980 Gustav-Lübcke-museum, Hamm, Německo
- 1979 Činoherní klub, Praha
- 1970 Státní židovské museum, Praha
- 1969 Wiener Secession, Vídeň, Rakousko
- 1965 Oblastní galerie, Liberec
- 1963 Stigmatické objekty, Alšova síň, Praha

### Skupinové výstavy
Aleš Veselý byl od roku 1959 zastoupen na několika stovkách výstav doma i v zahraničí. Podrobně viz abART:
- 2017 GENERATION ONE : První generace české postmoderny, Zámecký pivovar Litomyšl, 16. 6. – 6.7. 2017, kurátoři: David Železný a Federico Díaz, pořadatel: BOHEMIAN HERITAGE FUND a Cermak Eisenkraft[27]

#### Díla Aleše Veselého v Sochařském parku Národní galerie v Praze

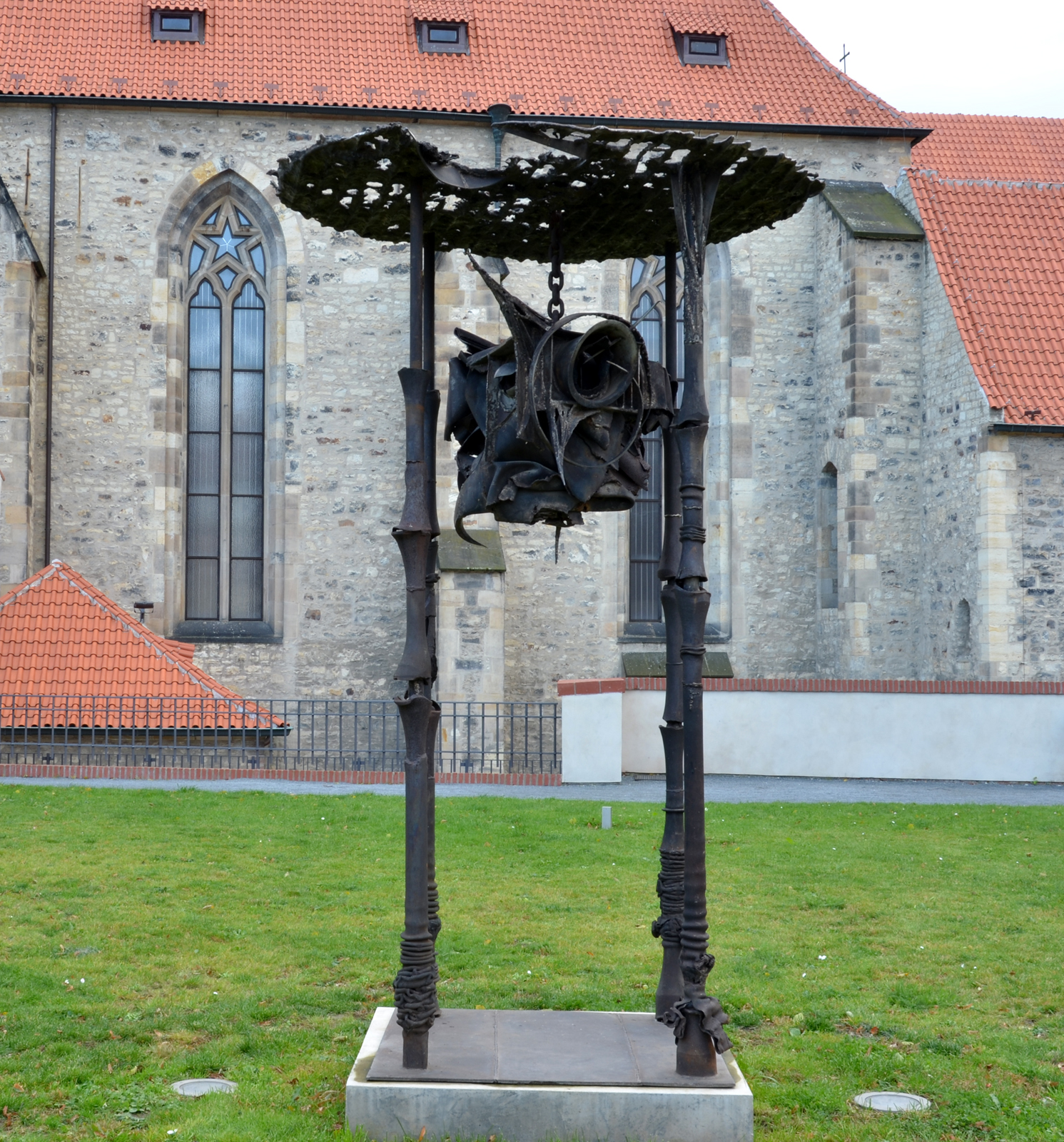
Aleš Veselý, Zavěšené břemeno, 1968
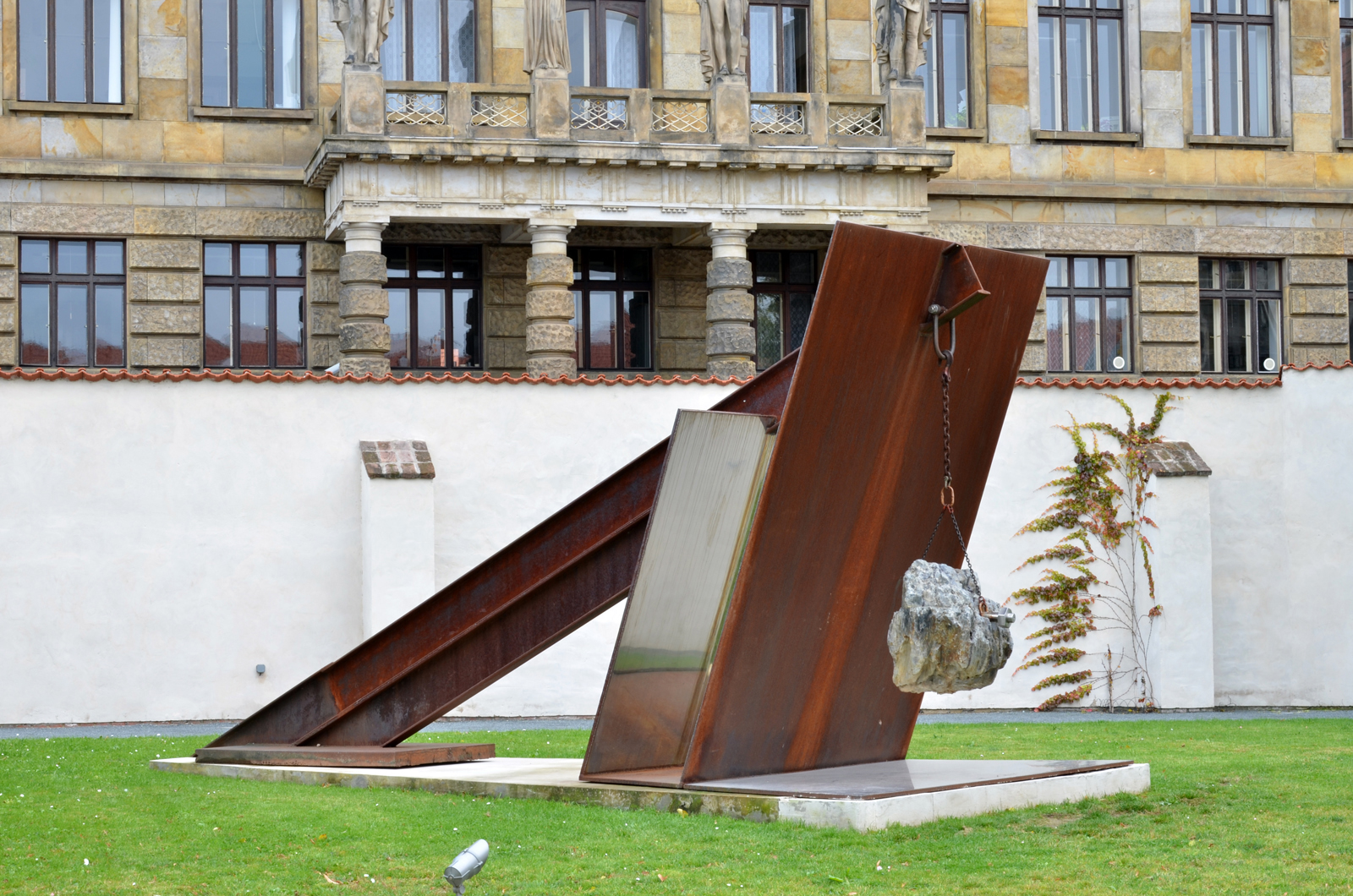
Aleš Veselý, Šikmý průřez šikmou osou, 1992-2009

### Katalogy
- Aleš Veselý, 1963, Šmejkal F, kat. 8 s., ČFVU Praha
- Aleš Veselý: 35 kreseb, 1970, Hartmann A, kat. 8 s., Španělská synagoga, Praha
- Aleš Veselý: Zeichnungen, 1980, Wille Hans, kat. 24 s., Gustav-Lübcke-Museum, Hamm
- Aleš Veselý: Barevné kresby – skicy – plastické objekty. Pracovní výstava jako pokus o informace, 1984, Erben V a kol., kat. 284 s., Dům U Zlatého melounu, Praha
- Aleš Veselý, 1986, Juříková M, Klimešová M, kat. 2 s., Kulturní středisko Opatov
- Aleš Veselý, 1987, Rousová Hana, kat. 2 s., Galerie 55 Kladno
- Aleš Veselý, 1988, Mládková Meda, Ronte Dieter, kat. 18 s., k výstavám v Buenos Aires a Schaumburgu
- Aleš Veselý, 1990, Raimanová Ivona, kat. 28 s., k výstavám v Nové síni, GVU Kladno
- Aleš Veselý : Point of Limit, Messer T a kol., katalog výstavy (96 s.), Míčovna Pražského hradu, Praha, 1992
- Aleš Veselý: Obsese, realita, utopie (1998), Hlaváček J a kol., kat. 80 s., OGV Jihlava
- Aleš Veselý : Infinite Point, Kotík Charlotta a kol., katalog výstavy (88 s.), Carosso Fine Art, New York, 2003, ISBN 0-9729357-1-1
- Aleš Veselý': Tři brány / Three gates, 2005, Hájková M, Pavlát L, kat. 32 s., Galerie Roberta Guttmanna, Praha
- Aleš Veselý, 2006, Machalický J, kat. 12 s., Galerie Montanelli, s.r.o., Praha
- Aleš Veselý: Nové projekty a starší objekty (1957 – 2007), 2007, Neumann I, kat. 40 s., Západočeská galerie v Plzni, ISBN 978-80-86415-50-5
- Aleš Veselý: Litomyšl 2009, 2009, Netopil P a kol., kat. 100 s., Smetanova Litomyšl, o.p.s., Litomyšl, ISBN 978-80-904919-0-8
- Aleš Veselý: Disproporce dimenzí – fragmenty záznamů, 2010, Hubáčková V, kat. 16 s., Gallery, spol. s r.o. (Jaroslav Kořán), Praha
- Aleš Veselý: Trvání a setrvání / Permanence and inertia, 2011, kat. 6 s., DOX, Centrum současného umění / Centre for Contemporary Art, Praha
- Aleš Veselý: Bez začátku, bez konce / Without Beginning, Without End, 2015, autorský katalog k jubilejním výstavám Galerie Millenium, Galerie 1. patro, Galerie Zlatá Husa, Vila Pellé, Praha

### Ostatní
- Quatrième biennale de Paris, 1965, Šerých Jaroslav, kat. kolektivní, 207 s., IV. Biennale de Paris, Musée d'Art Moderne de la Ville de Paris (ARC)
- Socha a město, 1969, Moulis J a kol., 114 s., Sekretariát výstavy Socha a město, Liberec
- Mahulena Nešlehová (ed.), Český informel. Průkopníci abstrakce z let 1957-1964, Galerie hlavního města Prahy 1991
- Restany Pierre,  Aleš Veselý, Visionnaire de la modernité industrielle / Aleš Veselý a visionary of industrial modernity, Galerie Pallas, 1994
- Michal Schonberg, Projdi tou branou! Rozhovory a Alešem Veselým, Torst: Praha, 2007, ISBN 80-7215-263-7
- Marcel Fišer, Výtvarná sympozia v šedesátých letech, dizertační práce, FF a UDU University Karlovy Praha 2011

### Encyklopedie
- Fernand Hazan (ed.), Nouveau dictionnaire de la sculpture moderne, Paris 1970, p. 309
- Horová Anděla (ed.), Nová encyklopedie českého výtvarného umění N-Ž, 558 s., Academia, Praha 1995, s. 902-903 ISBN 80-200-0522-6
- Všeobecná encyklopedie v osmi svazcích (8: t/ž), Diderot, Praha 1999, ISBN 80-902723-0-4
- Kdo je kdo (Osobnosti české současnosti), Agentura Kdo je kdo 2005
- Zbyšek Malý (ed.), Slovník českých a slovenských výtvarných umělců 1950–2008 (XIX. V – Vik), Výtvarné centrum Chagall, Ostrava 2008, ISBN 978-80-86171-29-6